# Crazy (chanson de Seal)
Pour les articles homonymes, voir Crazy.
Singles de Seal
Killer
(1990) Future Love EP
(1991)
Crazy est une chanson composée par le chanteur de soul Seal et le producteur Guy Sigsworth et produite par Trevor Horn pour le premier album éponyme de Seal sorti en 1991. De tous les singles de Seal, Crazy est l'un de ses plus grands succès. La chanson a depuis été reprise par plusieurs artistes, dont Alanis Morissette.

## Histoire
Seal a écrit "Crazy" en 1990, inspiré par la chute du Mur de Berlin et le massacre de la place Tiananmen en 1989. En 2015, Seal est revenu sur la  création de la chanson en 1990 : "J'avais l'impression d'être au sommet d'un cycle. Je sentais que le monde avait changé et que des choses profondes se produisaient."
Selon le producteur de la chanson, Trevor Horn, "Crazy" a été réalisé en deux mois : "Crazy n'a pas été un disque facile à faire, car nous visions haut."
La signature musicale de la chanson est un clavier mantra qui sonne continuellement et tourbillonne, accompagnée par une guitare basse aux claquements lourds et des guitares utilisant des pédales wah-wah. William Orbit produit un remix du titre pour la sortie du single. La voix de Seal est profonde, mélodique et mélancolique, avec de temps en temps un grincement caractéristique, tandis qu'à d'autres moments sa voix monte en hauteur.
C'est le premier titre de l'album Seal à être sorti en novembre 1990 au Royaume-Uni. Il atteint la deuxième place des meilleures ventes et permet à Seal de se faire connaître. Il reste encore son plus gros succès dans ce pays. Le single a également reçu une certification d'argent par la BPI le 1er janvier 1991. Il sort aux États-Unis en 1991, entrant directement à la 83e position au Billboard Hot 100 vers la mi-juin. Il atteint la 7e position à la fin du mois d'août et reste dans le classement pendant 19 semaines, jusqu'au mois d'octobre. De l'album Seal, c'est le single qui a le mieux marché commercialement et c'est également son plus gros succès aux États-Unis après Kiss from a Rose (1995). Toujours aux États-Unis, en août 2003, une version acoustique de Crazy s'est placée 4e au classement des chansons les plus téléchargées (légalement), les Hot Digital Tracks du Billboard.
Le clip de la chanson, réalisé par Big TV!, contient de multiples versions de Seal lui-même chantant la chanson contre un arrière-plan de couleur blanche. Une danseuse apparaît juste avant le pont et juste à la fin, Seal tient une colombe tandis que la neige tombe sur lui.
La chanson est entendue dans la bande annonce du film Basketball Diaries (1995), figure lors d'une scène du film Clockers (1995) de Spike Lee ainsi que dans l'épisode Au fond du cœur (2-11) de la série télévisée Beverly Hills. On peut également en entendre quelques extraits au début du téléfilm américain If These Walls Could Talk (1996).
Sur le pont In a sky full of people only some want to fly, isn't that crazy?, Seal reprend sur le titre Fly Like An Eagle de la Bande originale du film Space Jam.

### Reprises
Le groupe de hard rock Talisman a repris la chanson sur leur album sorti en 1996, Life. Une version par le groupe de power metal Iron Savior est incluse en tant que bonus track sur leur album Condition Red (2002). Deux autres reprises sont réalisées en 2003 : une par le groupe de punk américain Me First and the Gimme Gimmes sur leur album Take a Break et une autre par le groupe de métal alternatif Mushroomhead sous forme de bonus caché à la fin de l'album XIII. Alanis Morissette a également enregistré la chanson pour une publicité Gap en 2005 puis sur son album Alanis Morissette: The Collection. Sa version est brièvement entendue lors d'une scène du film Le Diable s'habille en Prada (2006).

## Classements
| Classement (1990–1991)                          | Meilleure position |
| ----------------------------------------------- | ------------------ |
| Allemagne (Media Control AG)                    | 2                  |
| Australie (ARIA)                                | 9                  |
| Autriche (Ö3 Austria Top 40)                    | 5                  |
| Belgique (Flandre Ultratop 50 Singles)          | 1                  |
| Belgique (Flandre VRT Top 30)                   | 1                  |
| Canada (RPM 100 Hit Tracks)                     | 9                  |
| États-Unis (Billboard Hot 100)                  | 7                  |
| États-Unis (Cash Box)                           | 6                  |
| États-Unis (Hot Dance Music/Maxi-Singles Sales) | 17                 |
| États-Unis (Modern Rock Tracks)                 | 5                  |
| Europe (Eurochart Hot 100)                      | 1                  |
| France (SNEP)                                   | 5                  |
| Irlande (IRMA)                                  | 6                  |
| Italie (FIMI)                                   | 9                  |
| Norvège (VG-lista)                              | 3                  |
| Nouvelle-Zélande (RMNZ)                         | 8                  |
| Pays-Bas (Nederlandse Top 40)                   | 1                  |
| Pays-Bas (Single Top 100)                       | 1                  |
| Pologne (Classements Singles)                   | 3                  |
| Royaume-Uni (UK Singles Chart)                  | 2                  |
| Suède (Sverigetopplistan)                       | 1                  |
| Suisse (Schweizer Hitparade)                    | 1                  |

| Classement (1991)              | Position |
| ------------------------------ | -------- |
| Australie (ARIA)               | 46       |
| Autriche (Ö3 Austria Top 40)   | 19       |
| Canada (RPM 100 Hit Tracks)    | 63       |
| États-Unis (Billboard Hot 100) | 75       |
| États-Unis (Cash Box)          | 41       |
| Italie (FIMI)                  | 63       |
| Pays-Bas (Nederlandse Top 40)  | 5        |
| Pays-Bas (Single Top 100)      | 11       |
| Suisse (Schweizer Hitparade)   | 5        |